# روسيا العظمى
روسيا العظمى أو الكبرى، أو أحيانًا روس العظيمة (بالروسية: Великая Русь, Velikaya Rus'; Великая Россия, Velikaya Rossiya; Великороссия, Velikorossiya)، هو اسم كان يُطلق سابقًا على أراضي "روسيا الحقيقية"، الأرض التي شكلت نواة دوقية موسكو الكبرى ثم قيصرية روسيا. كانت هذه هي الأرض التي كان الروس العرقيون من أصلها والتي حدث فيها التكوين العرقي للروس (سكان روسيا العظمى). ويقال إن الاسم جاء من الكلمة اليونانية Μεγάλη Ῥωσσία أو Ῥωσία (Megálē Rhōssía أو Rhōsía).
من عام 1654 إلى عام 1721، تبنى القياصرة الروس الكلمة - وكان لقبهم الرسمي يتضمن الصياغة (الترجمة الحرفية): "سيد كل روسيا: العظمى والصغرى والبيضاء".
تم ذكر المصطلح في الأسطر الافتتاحية للنشيد الوطني لاتحاد الجمهوريات الاشتراكية السوفيتية: "اتحاد الجمهوريات الحرة غير القابل للكسر، روسيا العظمى قد تم لحامه إلى الأبد!" (أو حرفيًا "اتحاد الجمهوريات الحرة غير القابل للكسر، روسيا العظمى قد تم ختمه إلى الأبد").
على نحو مماثل، تم استخدام مصطلحي اللغة الروسية العظمى (Великорусский язык, Velikorusskiy yazyk) والروس العظماء (Великороссы, Velikorossy) من قبل علماء الإثنوغرافيا واللغويين في القرن التاسع عشر، لكنهما توقفا عن الاستخدام منذ ذلك الحين.
أصبحت المنطقة، إلى جانب منطقة الفولغا والأورال وشمال القوقاز وسيبيريا، جمهورية روسيا السوفييتية الاشتراكية، في حين أصبحت روسيا الصغرى وروسيا البيضاء جمهورية أوكرانيا السوفييتية الاشتراكية وجمهورية بيلاروسيا السوفييتية الاشتراكية على التوالي.

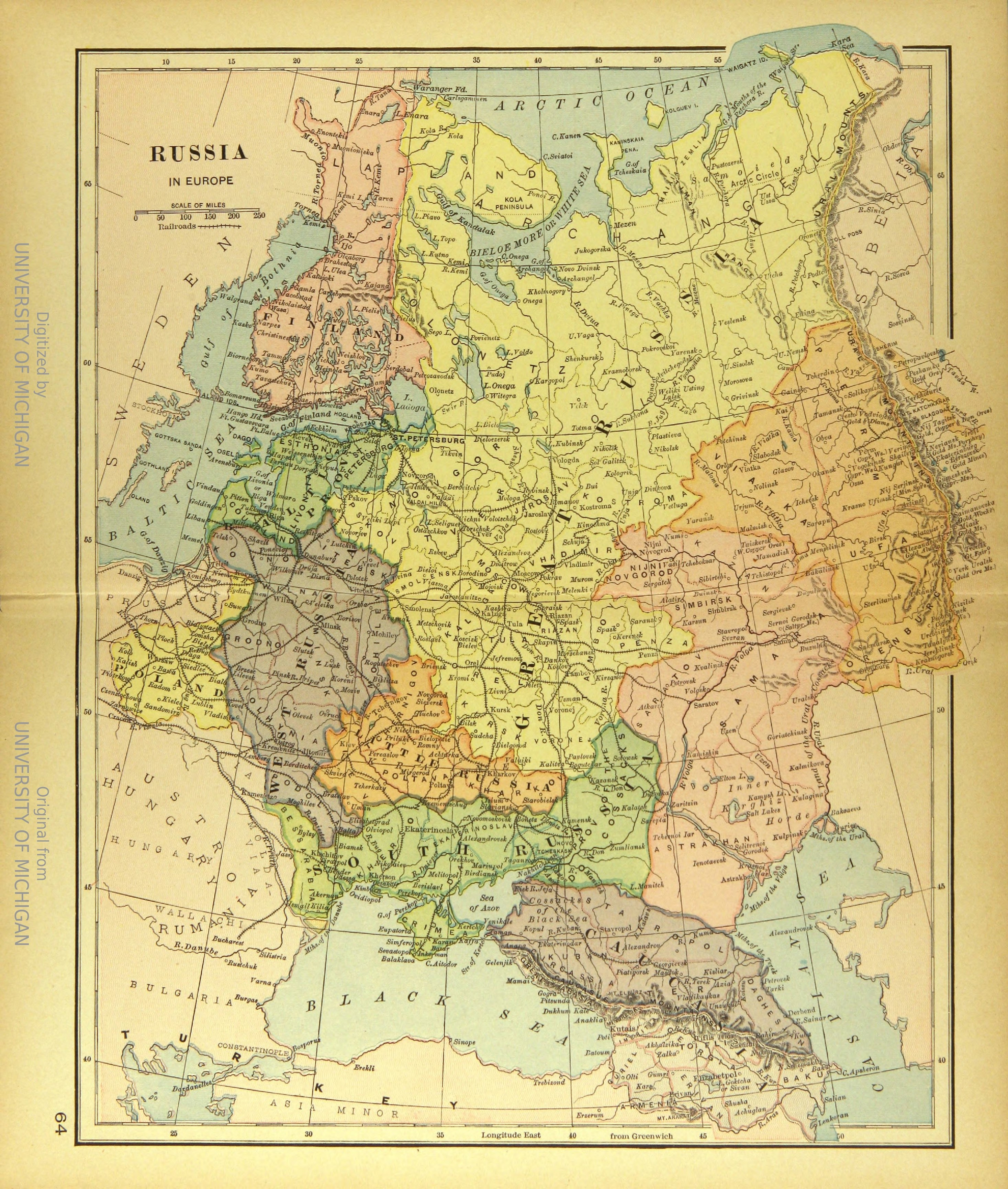
خريطة الإمبراطورية الروسية من الأطلس العالمي (1894). روسيا العظمى محددة باللون الأصفر.